# Паэс (язык)
Паэс — один из индейских языков Колумбии. Относится к языкам-изолятам. Число носителей — около 77 тыс. человек, проживающих в районе города Попаян, в департаменте Каука. Язык широко используется во всех сферах жизни. Около половины носителей — монолингвы, остальные также владеют испанским. Изучается в средних школах, а также на курсах, обучающих носителей языка писать и читать.
Вместе с вымершими и плохо документированными языками пансалео и андаки, паэс зачастую объединяют в гипотетическую паэсскую семью языков. Также, иногда паэс группируют вместе с барбакоанскими языками.

## Письменность
Письменность для языка паэс базируется на латинской основе. Выпускается учебная литература.
Алфавит паэс:
A a, Ã ã, B b, C c, Cy cy, Ch ch, D d, Dy dy, E e, Ẽ ẽ, F f, Fy fy, I i, Ĩ ĩ, J j, Jy jy, L l, Ll ll, M m, N n, Ñ ñ, P p, Q q, S s, Sh sh, T t, Ty ty, Ts ts, U u, Ũ ũ, V v, Vy vy, W w, Y y, Z z, Zh zh, by, Py py

## Примеры лексики
- Teech (один)
- E’z (два)
- Tekh (три)
- Pihc (мужчина)
- U’y (женщина)
- Alku (собака)
- Sek (солнце)
- A’te (луна)
- Yu (вода)
- Kwet (камень)